# Рёрабрунн
Рёрабрун (нем. Röhrabrunn) — посёлок (нем. Gemeinde) в Австрии, в федеральной земле Нижняя Австрия.
Входит в состав округа Мистельбах. Население 140 чел. Занимает площадь in км². Официальный код — 31613.